# Новопетровська сільська рада (Кугарчинський район)
Новопетро́вська сільська рада (рос. Новопетровский сельский совет) — муніципальне утворення у складі Кугарчинського району Башкортостану, Росія. Адміністративний центр — село Новопетровське.

## Населення
Населення — 630 осіб (2019, 701 в 2010, 803 в 2002).

## Склад
До складу поселення входять такі населені пункти:
| Населений пункт         | Населення, осіб (2002) | Населення, осіб (2010) |
| ----------------------- | ---------------------- | ---------------------- |
| Бекешево, село          | 182                    | 192                    |
| Мусино, присілок        | 118                    | 103                    |
| Новопетровське, село    | 257                    | 201                    |
| Саїткулово, село        | 236                    | 193                    |
| Старохвалинський, хутір | 10                     | 12                     |